# Lyda Conley
Lyda Conley (Kansas, 1874 - 1946) fou una advocada wyandot –hurons dels Estats Units–, que va enfrontar-se al govern estatunidenc per tal de preservar el cementiri indi dels hurons de Kansas el 1909 (fou la primera dona ameríndia que va pletejar al Suprem per un afer de terres índies), i el 1913 li donaren la raó.